# عقد الجوهر في مولد النبي الأزهر

الخط الذي يزين غلاف طبعة حديثة باللغة العربية والإنجليزية من كتاب مولد البرزنجي في المملكة المتحدة.

مولد البرزنجي أو عقد الجوهر في مولد النبي الأزهر هو عمل في مدح النبي محمد كتبه الفقيه الإسلامي الكردي جعفر بن حسن البرزنجي باللغة العربية العامية.
يحتل العمل مكانة مركزية خلال المولد النبوي الشريف، وهو الاحتفال السنوي بميلاد النبي محمد، والذي يقع في اليوم الثاني عشر من شهر ربيع الأول في التقويم الإسلامي، وهو تاريخ معترف به من معظم المسلمين السنة (وليس كلهم)، ومع ذلك، فإن بقية الطوائف السنية مع معظم الطوائف الإسلامية الأخرى، ومنهم المسلمين الشيعة الاثني عشر يحتفلون به في السابع عشر من ربيع الأول. وفي الأسر المسلمة في آسيا وأفريقيا، يُتلى لطلب البركات الإلهية في المناسبات الخاصة مثل ولادة طفل، والانتقال إلى منزل جديد، وافتتاح عمل تجاري جديد. كما يُقرأ أيضًا عند الموت، اعتقادًا منه أن الإنسان يجب أن يفرح بنعمة الله (أي ميلاد محمد) بدلًا من الحزن على فقدان (أحد الأحباء). كما أنه يُذكّر المؤمن بأنه لا خسارة أعظم من خسارة النبي محمد.

## التعليقات العلمية
وقد قام علماء مثل سليل المؤلف جعفر بن إسماعيل البرزنجي (ت 1317هـ / 1899م) بتأليف شروح على العمل. ومن بين المعلقين البارزين الآخرين محمد عليش (ت 1299 هـ / 1881 م)، أعلى سلطة شرعية (مفتي) للمالكية في مصر، والباحث السندي محمد النووي البنتاني (ت 1316 هـ / 1898 م)، وهو فقيه وصوفيّ شافعي استقر في مكة. وعناوين بعض التفاسير هي كما يلي:
- البرزنجي، كوكب الأنوار على عقد الجوهر في مولد النبي الأزهر؛
- عليش، القول المنجي على مولد البرزنجي؛
- البنتاني ، مدارج السعود إلى امتداد البرود.

## اللازمة الشعبية
هذا العمل هو مصدر الأغنية الشعبية التي تُردد في احتفالات المولد النبوي الشريف في جميع أنحاء العالم:
عَطِرِ ٱللَّهُمَّ قَبْرَہُ ٱلْكَرِيمْ ، بِعَرْفٍ شَذِيٍّ مِنْ صَلاَةٍ وَتَسْلِيْماللَّه صَلِّ وَسَلِّمْ وَبَارِكْ عَلَيْهِ وَعَلَى آلِهِ

## محتويات مولد البرزنجي
محتويات مولد البرزنجي هي كما يلي:
1. نسب النبي
2. قبل ولادته
3. المعجزات
4. طفولته
5. عبد المطلب وأبو طالب
6. مرحلة البلوغ
7. زواجه
8. حل النزاع
9. بداية النبوة
10. المؤمنون الأوائل
11. عام الحزن
12. رحلة الليل
13. النبي يعرض نفسه على القبائل
14. الهجرة
15. الكهف
16. سراقة
17. قصة أم معبد
18. المدينة المنورة
19. كماله وجماله الباطني والخارجي
20. خاتم النبوة
21. حبه للفقراء
22. دعاء الختام[3]